# NGW-Wasserturm Duisburg-Hamborn

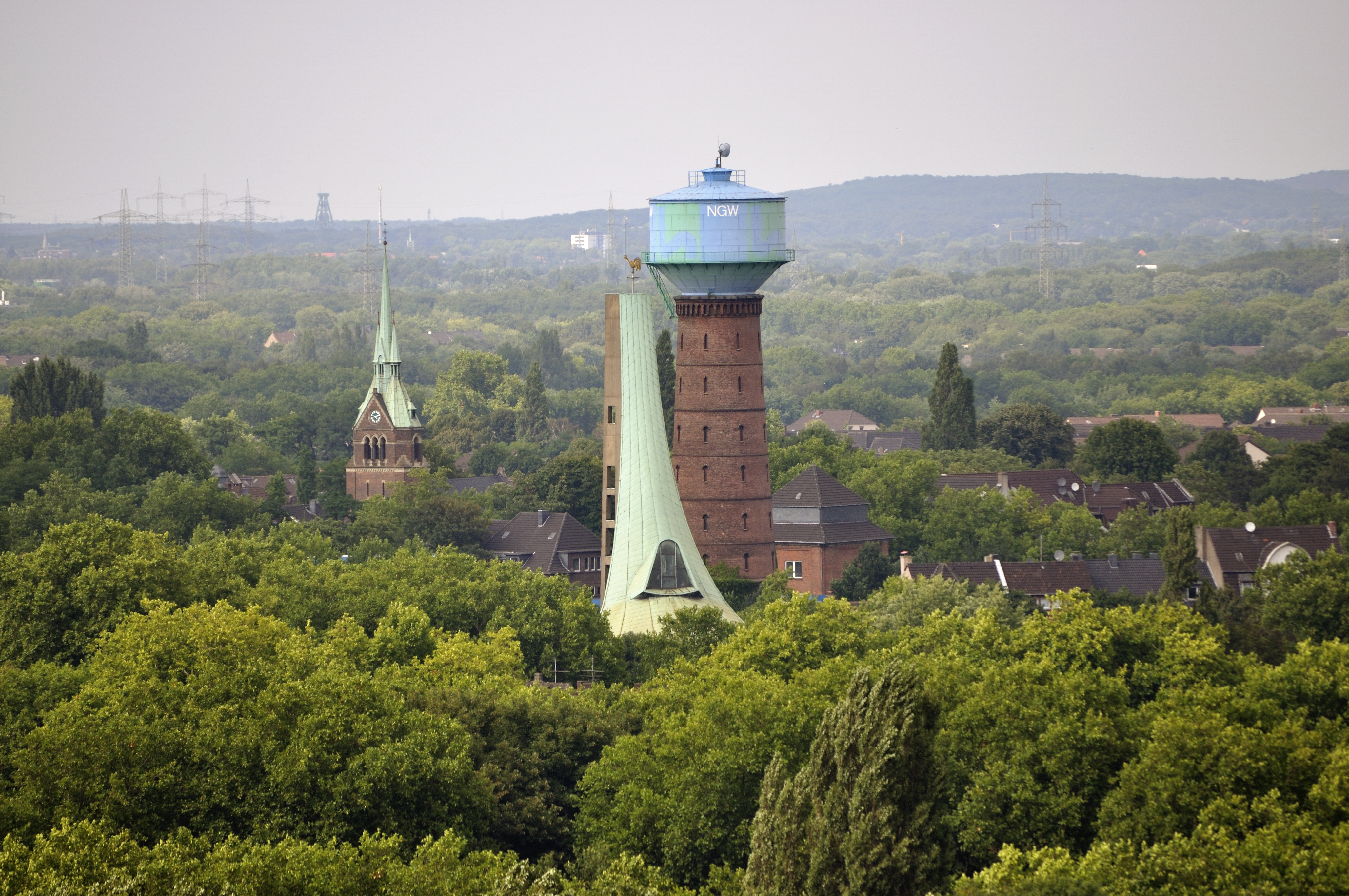
Wasserturm Hamborn, 2010

Der Wasserturm der Niederrheinischen Gas- und Wasserwerke befindet sich auf dem Gelände der Niederrheinischen Gas- und Wasserwerke an der Alleestraße in Hamborn, Duisburg. Er stammt etwa aus dem Jahr 1898. Es handelt sich um einen Behälter nach Otto Intze. Sein Fassungsvermögen betrug 1000 m³. Er ist 52 Meter hoch. Bauherr war die Maschinenfabrik Thyssen & Co./Mülheim a .d . Ruhr. Seit 2006 ist der Turm denkmalgeschützt und dient privaten Wohnzwecken.